# محوطه سنگ معدن
محوطه سنگ معدن یک محوطۀ باستان‌شناسی باز است که در جنوب غربی شهر کرمانشاه مرکز استان کرمانشاه ایران قرار دارد. این محوطه به دورۀ پارینه‌سنگی کهن مربوط است و آثار آن مربوط به حدود یک میلیون تا ۴۰ هزار سال قبل است.

 این محوطه در سال ۱۴۰۳ به شمارۀ ۳۴۱۲۸۸ در فهرست آثار ملی ایران به ثبت رسیده‌است.

## منطقۀ سنگ معدن
سنگ معدن نام منطقه‌ای در جنوب غربی شهر کرمانشاه است که از بخش‌های تپه ماهوری تشکیل شده‌است. این منطقه هم‌اکنون محله‌ای از شهر کرمانشاه محسوب می‌شود.

## کاوش در محوطۀ پارینه‌سنگی کهن سنگ معدن
محوطۀ سنگ معدن نخستین بار از ۱ تا ۸ آبان سال ۱۴۰۰ به سرپرستی مشترک سامان حیدری گوران و احمد آزادی زیر نظر پژوهشکدۀ باستان‌شناسی پژوهشگاه میراث فرهنگی و گردشگری مورد بازدید اولیه قرار گرفت. در بررسی اولیه ده‌ها تبرسنگی، ساطور ابزار و سنگ مادر مربوط به دورۀ آشولی (Acheulean period) پارینه‌سنگی کهن در این محوطه کشف شد.
در ادامه، در بهمن و اسفندماه سال ۱۴۰۲، طی برنامۀ نجات‌بخشی  با اخذ مجوز شماره 40238769 از پژوهشکدۀ باستان‌شناسی، بخش کوچکی از این محوطه موسوم به محدوده فنی‌و‌حرفه‌ای به مساحت تقریبی 2.7 هکتار به‌طور روشمند بررسی و گمانه‌زنی شد و کلیۀ داده‌های این بخش گردآوری گردید. طی این برنامه مسجل شد که علاوه بر پارینه سنگی کهن، ما شواهد بسیار زیادی از پارینه سنگی میانی و همچنین شواهد محدودی از دوره‌های بعدی یعنی پارینه سنگی جدید و فراپارینه‌سنگی وجود دارد.
عملیات میدانی تعیین عرصه و پیشنهاد حریم محوطۀ سنگ‌معدن  با اخذ مجوز شماره 40332587 به تاریخ 13 تیرماه 1403 از پژوهشکدۀ باستان‌شناسی کشور اخذ گردید و در تیر و مرداد ۱۴۰۳  به انجام رسید. این بررسی روشمند با اهداف تعیین عرصه و پیشنهاد حریم محوطۀ روباز پارینه‌سنگی سنگ‌معدن و همچنین تکمیل مدارک جهت ثبت ملی آن طراحی و اجرا شد.

## اهمیت محوطه
اهمیت محوطۀ سنگ معدن از آنجا نشأت می‌گیرد که تاکنون تعداد اندکی مکان پارینه‌سنگی در سرزمین ایران کشف شده‌است. به عبارت دیگر محوطه‌های باستان‌شناختی که استقرار پارینه‌سنگی کهن مربوط به پیش از ۲۰۰ هزار سال پیش در آن کشف شده‌باشد در ایران بسیار اندک بوده‌است.بر اساس یافته‌های باستان‌شناختی اولیه، جوامع انسان‌ریخت به دلیل وجود منابع سنگی باکیفیت و نزدیکی به دشت حاصلخیز کرمانشاه در این نقطه سکونت کرده‌اند.
پیش از این در دهۀ ۱۹۶۰ هیأتی به سرپرستی رابرت بریدوود از دانشگاه شیکاگو یک تبر سنگی را در روستای گاکیه کشف کرده‌بود. پس از آن و در سه دهۀ اخیر نیز ابزارهای پارینه‌سنگی قدیم از جمله تبردستی در همان منطقه و همچنین در غرب هرسین کشف شده‌است. تبرسنگی به ابزاری سنگی گفته می‌شود که در دوره پارینه‌سنگی کهن در بازۀ زمانی ۲۵۰ هزار تا ۱/۵ میلیون سال پیش ساخته می‌شده‌است.
بر اساس شواهد به‌دست‌آمده از محوطۀ سنگ معدن می‌توان در مورد سن استقرار انسان‌ریخت‌ها در منطقۀ کرمانشاه به صورت نسبی گمانه‌زنی کرد. با توجه به ابهاماتی که در رابطه با چگونگی گسترش انسان‌ریخت‌ها از قارۀ آفریقا به اوراسیا در حدود ۲/۵ میلیون سال پیش وجود دارد، این کشف می‌تواند نقشۀ گسترش یافتن سکونت انسان‌ریخت‌ها به اوراسیا را تکامل ببخشد. بر این اساس مشخص می‌شود که منطقۀ زاگرس مرکزی و مشخصاً دشت کرمانشاه محل وقوع برخی تحولات مربوط به دگرگشت انسان‌ریخت‌ها بوده‌است. همچنین مشخص می‌شود که در منطقۀ کرمانشاه از دورۀ پارینه‌سنگی کهن (حدود ۱ میلیون سال پیش) تا دوره‌های بعدی مانند پارینه‌سنگی میانی، نوین، فراپارینه‌سنگی، نوسنگی و پس از آن توالی سکونتی و استقرار انسان‌ریخت‌ها وجود داشته‌است. منطقۀ کرمانشاه به دلیل کیفیت شرایط زیست‌محیطی و وجود منابع غنی آب و سنگ مورد توجه انسان‌ریخت‌ها بوده‌است.
علاوه بر این‌ها این محوطه به لحاظ بزرگی و یکدستی نیز در میان اندک محوطه‌های پارینه‌سنگی کهن مشابه در ایران اهمیت دارد. احتمال داده‌شده که انسان‌ریخت‌ها برای مدتی طولانی در سنگ معدن ساکن بوده‌اند.

## قدمت
قدمت استقرار انسانی در این محوطه هنوز به صورت دقیق مشخص نشده‌است. بررسی‌های اولیه حاکی از آن بود که ابزارهای به‌دست‌آمده از این محوطه احتمالاً بین ۷۰۰ هزار تا ۱ میلیون سال پیش ساخته شده‌اند. بررسی‌های بعدی از شواهد به‌دست‌آمده سن یافته‌ها را از یک میلیون تا ۴۰ هزار سال پیش نشان داد که شواهدی مبنی بر فرهنگ‌هایی همانند فرهنگ آشولی از آن بدست آمده‌ است. همچنین مشخص شد که از دورۀ پارینه‌سنگی کهن تا دورۀ پارینه‌سنگی میانی، جوامع متنوعی با فرهنگ‌های متفاوت از این محوطه استفاده کرده‌اند. دلیل مورد توجه قرار گرفتن این محوطه در آن عصر، وجود منابع سنگ خام در آن بوده که انسان‌ریخت‌ها با استفاده از این سنگ‌ها، دست‌افزارهای مختلفی برای شکار حیوانات، شکستن استخوان حیوانات شکارشده و سایر امور معیشتی می‌ساختند.

## گونۀ انسانی
بر اساس بررسی‌های اولیه از ابزارهای سنگی کشف‌شده احتمال داده شده که انسان‌ریخت ساکن سنگ معدن از گونۀ انسان راست‌قامت (هوموارکتوس) و همچنین نئاندرتال بوده‌باشد.

## آسیب‌ها به محوطه
محوطۀ سنگ معدن کرمانشاه محل فعالیت‌های شهرک‌سازی و جاده‌سازی بوده و در آن ساخت و سازهای بسیاری صورت گرفته که در نتیجۀ آن بخش گسترده‌ای از محوطه از بین رفته‌است. همچنین برخی اقدامات باغداران و کشاورزان زمین‌های اطراف سبب آسیب رساندن به این محوطۀ باستانی شده‌است. تداوم این فعالیت‌های شهرک‌سازی می‌تواند سبب نابودی کامل این محوطه شود.
 در مرداد ۱۴۰۳ یکی از اعضای تیم کاوش اعلام کرد که وقتی پس از نزدیک به ۳ سال پس از کشف این محوطه، بار دیگر برای عملیات مستندسازی بدان مراجعه کرده، مشاهده کرده که محل‌های نشانه‌گذاری‌شدۀ کشف برخی دست‌افزارها در زیر  زباله‌ها و نخاله‌های ساختمانی دفن شده‌اند. در خرداد ۱۴۰۴ سرپرست تیم کاوش باستان‌شناسی محوطۀ سنگ معدن گفت این محوطه توسط شهرداری و مردم به زباله‌دانی تبدیل شده‌ و مناطقی را که برای فصل سوم کاوش‌ها از قبل نشانه‌گذاری کرده بودیم، زیر زباله و نخالۀ ساختمانی مدفون شده است.

## مستندسازی
در اوایل تیر و مرداد ۱۴۰۳ نعمت حریری به همراه همکارانش عملیات مستندسازی محوطۀ سنگ معدن کرمانشاه را انجام دادند. در این بررسی‌ها مشخص شد که محوطۀ سنگ معدن بسیار وسیع است و گستره‌ای از آن که پیمایش و به‌صورت روشمند بررسی شده، مساحتی در حدود ۳۲۰ هکتار دارد.

## عرصه و حریم
در تابستان 1403 از حدود 320 هکتار وسعت سنگ معدن، حدود 210 هکتار آن تعیین عرصه و حریم گردید. از این میزان 132 هکتار را عرصۀ محوطه تشکیل می‌دهد که باید بدون دخل و تصرف باقی بماند و هر اقدامی از قبیل ساخت‌وساز و اقدامات عمرانی و اجرایی در حریم آن محوطه باید با هماهنگی با میراث فرهنگی استان صورت بگیرد. در مرداد ۱۴۰۳  برنامه تعیین عرصه و پیشنهاد حریم این مکان با همکاری ادارۀ کل میراث فرهنگی استان کرمانشاه و پژوهشکده باستان‌شناسی انجام شد.

## تأسیس سایت‌موزه
در دی ۱۴۰۳ مدیرکل میراث فرهنگی استان کرمانشاه ضمن اعلام خبر ثبت محوطۀ سنگ معدن در فهرست آثار ملی ایران، از برنامه‌ریزی برای تبدیل این محوطه به پارک‌موزۀ پارینه سنگی خبر داد. در ۱۱ بهمن ۱۴۰۳ مدیرکل میراث‌فرهنگی، گردشگری و صنایع‌دستی استان کرمانشاه محدودۀ این سایت‌موزه را حد فاصل شهرک امام خمینی تا شهرک پردیس در جنوب‌غربی شهر کرمانشاه اعلام کرد و گفت در حاشیۀ آن پیاده‌راه، مسیر دوچرخه‌سواری و... ایجاد خواهد شد.